# Prionacris cantrix
Prionacris cantrix är en insektsart som beskrevs av Marius Descamps 1981. Prionacris cantrix ingår i släktet Prionacris och familjen Romaleidae. Inga underarter finns listade i Catalogue of Life.